# Friedrich Wilhelm Otte der Jüngere
Friedrich Wilhelm Otte (* 9. Dezember 1763 in Krieseby; † 8. September 1850 in Kollerup) war ein deutsch-dänischer Beamter und Schriftsteller, der für die Aufhebung der Leibeigenschaft in Schleswig-Holstein eintrat. Friedrich Wilhelm entstammte einer Eckernförder Kaufmannsfamilie, sein Großvater Christian Otte war Begründer der damals größten Reederei der Herzogtümer.

## Leben
Otte war der Sohn von Johann Nikolaus Otte (* 6. Mai 1714; † 17. April 1780) und dessen Ehefrau Elisabeth Friderica von Gössel. Sein Vater lebte als Landwirt auf Gut Krieseby. 1747 hatte er gemeinsam mit seinen Brüdern Friedrich Wilhelm und Georg die von seinem Vater Christian gegründete Reederei geerbt. 1758 gründete er auf seinem Gut eine Fayencemanufaktur und eine Mehlfabrik zur Herstellung von feinem Mehl, das zum Pudern von Perücken verwendet wurde. 1765 wurde die florierende Fayencemanufaktur nach Eckernförde verlegt. Der Erfolg blieb jedoch aus. 1771 musste Johann Nikolaus Otte die Fabrik und Gut Krieseby verkaufen. 1768 war er bereits zum Oberlandinspektor ernannt wurde. Die von ihm durchgeführte Aufteilung des königlichen Guts Satrupholm galt als „Modell für die Vererbpachtung von Staatsgütern“.
Friedrich Wilhelm Otte begann 1782 Kameralistik an der Universität Kiel zu studieren, verbrachte sein Studium jedoch an verschiedenen Universitäten und auf Reisen. Dabei kam er in Berührung mit den Ideen der Französischen Revolution, die sein weiteres Wirken nachhaltig prägten. 1791 trat Otte wie sein Vater als Landinspektor in königlich-dänische Dienste bei der Landeskommission für das Herzogtum Schleswig, des ausführenden Organs der Agrarreform in Dänemark. Als Landinspektor war er z. B. mit der Aufhebung der Feldgemeinschaft in verschiedenen Kirchspielen Schleswig-Holsteins beschäftigt. Im Zuge dieser Tätigkeit trat Otte gegenüber seinem Dienstherren und publizistisch dafür ein, auch die sozialen Folgen dieser Reformen zu beachten. Die wirtschaftliche Stellung der Kleinbauern, Landlosen und Tagelöhner verschlechterte sich deutlich z. B. durch den Verlust der Nutzungsrechte am Gemeindeland. Mit seinem Reformeifer machte er sich nicht nur Freunde. Seine Karriere stockte deshalb. Erst 1809 wurde er Mitglied der Landkommission. 1802 wurde er Kammerrat, 1808 Justizrat und 1830 Etatsrat.
Er besaß nacheinander mehrere Güter, meist in Angeln (Arrild, Toestorf, Pohlsee, Wasserleben und Kollerup), auf denen er versuchte, die von ihm propagierten sozialen Reformen einzuführen.
Als Aufklärer und Verfechter des Gleichheitsgedanken verteidigte FWO noch 1801 die Ideale der Französischen Revolution und bewunderte Napoleon. Die Schuld an den Revolutionen sah er in der Unterdrückung durch die Regierung. Deshalb sprach er sich für ein Mitspracherecht der Bevölkerung bei Reformen etc. aus. Im Alter wurde er konservativer. Er unterstützte zwar ab 1829 den griechischen Freiheitskampf in der Zeitung Tritogenia. 1830/31 gab er die Wochenschrift Der Wahrheitsfreund heraus, in der er die gesamtstaatliche Verwaltung gegen die von Uwe Jens Lornsen und Theodor Olshausen im Kieler Correspondenzblatt veröffentlichten Angriffe verteidigte: Der König sei der beste Garant für die ordentliche Durchführung vernünftiger Reformen, einer Ständeversammlung käme nur beratenden Funktion zu. Ohnehin befürchtete er, dass eine Ständeversammlung, in der die Reichen und Gebildeten dominierten, nicht das Wohl der gesamten Bevölkerung berücksichtigte. Vor einer Verfassungsreform müsse zunächst der allgemeine Wohlstand und die Bildung der Bevölkerungsmehrheit gehoben werden.

## Werke
- Bemerkungen über Angeln, aus der Brieftasche zweener Freunde, bey einer Fußreise im Sommer 1791, Schleswig 1792.
- Über die Branntweinbrennereyen in Flensburg und den verbotenen Handel mit russischem Branntwein auf Norwegen Flensburg 1794.
- Über die Vorteilhaftigkeit und Zuläßigkeit der wirksamen Verhütung des bisherigen Schleichhandels mit russischem Branntwein auf Norwegen Flensburg 1794.
- Oekonomisch-statistische Beschreibung der Insel Fehmarn Schleswig 1795.
- Freymüthige Äußerung über die sogenannte freimüthige Beurtheilung der über die neue Kirchenagende erschienenen Schriften des Herrn Doktor Thieß Schleswig 1798.
- Die Engländer in der Ostsee, zum Besten der Vatherlandsvertheidiger Altona 1807.
- Zur Jubelfeier des General-Superintendenten Adler Schleswig 1833.
- Reise durch Norwegen im Sommer 1832 Berlin 1835.